# 蕭彥
蕭彥（1537年—1591年），字思學，號念渠，直隸寧國府涇縣（今安徽涇縣）人，明朝政治人物。隆慶辛未進士，官至戶部右侍郎。諡定肅。

## 生平
隆慶元年（1568年）丁卯科應天府乡试第六十五名举人，隆庆五年（1571年），登辛未科會試第八名，三甲十五名進士，工部觀政，任浙江杭州府推官。万历三年（1575年）七月，升兵科给事中，四年丁憂歸。七年復除礼科给事中，八年四月升户科右，万历九年（1581年）二月，任工科左给事中，巡视陕西四镇的边务。回来后，向神宗奏报训练部队、储藏粮饷等十件事，神宗全部予以赞同。十年升为户科都给事中。
万历十三年（1585年）二月，萧彦升任太常寺少卿。万历十五年（1588年），以都察院右佥都御史、巡抚贵州。都匀答千岩苗族叛乱，土官蒙诏不能制服，萧彦命令副使杨寅秋平定叛乱。宣慰安国亨诡称要献上大木，受到赏赐。等到征求大木时却称没有，被萧彦弹劾。安国亨非常害怕，诬赖商人掠夺了他的大木，在朝廷上攻击萧彦。神宗大怒，准备治罪萧彦。大学士申时行等称是安国亨反咬一口，轻视朝廷，神宗才作罢。
万历十六年（1588年），蕭彥改任云南巡抚，当时明朝用兵陇川，副将邓子龙不善统御部队，士兵群起喧哗，守备姜忻安抚他们，但是，士兵平素就骄纵，兵饷给得稍慢，就犯上作乱。部队很快走到永昌，直趋大理，抵澜沧，过会城。萧彦调动少数民族士兵和汉兵两路夹攻，杀死八十余人，其余的或降或逃。事情传到京城，朝廷赏赐大量的银子。自从缅甸叛乱，孟养、车里二宣慰已很久不上贡了。从这时起，才重新修好关系上贡，萧彦抚慰并接纳他们的贡品。
萬曆十七年（1589年），以右副都御史撫治郧阳。万历十九年（1591年），加兵部右侍郎，總督兩廣軍務兼管盐法。日本入侵朝鲜期間，暹罗入贡，使者表示愿意出兵救援朝鲜，尚书石星命暹罗发兵攻日本。萧彦認為暹罗地處西面，离日本有万里之遥，请求收回成命，石星执意不从。结果暹罗并未发一兵一卒。萬曆二十年，神宗召见萧彦，任命为户部右侍郎，不久，萧彦病逝。朝廷赠右都御史，谥定肃。

## 事跡
蕭彥任兵科給事中期間，边塞多警，守边官吏常假传圣旨招降以邀赏。萧彦上疏稱：“议定招降叛逆的党徒，是为逮捕境内亡命之徒而设立的，想以此招降漠北的敌人。李俊、满四等休养生息百余年，一旦叛乱，后患无穷。招降之人不能让他们居于内地是很清楚的政策。此類邀功的請求应一律否定。”明神宗听从此意見。
起初，实行土地丈量法，延、宁二镇增加田地一万八千余顷。总督高文荐请求三年后征收赋税。時任戶科都給事中的萧彦上奏：“西北垦荒永远免除科差税收，是祖宗制度。何况二镇多沙碛，为什么要定永远性额赋，使刚刚集中起来的流民有远走他乡的想法呢？”朝廷于是取消此前命令。皇帝下诏购买黄金和珠宝，不久，下令停止购买，命令直接输送到内库。萧彦认为不应当让外府空虚，而充实内库的收藏，万历帝不听。不久萧彦再次上疏：“考察官吏的政绩，不应该看他催科的多少为标准。从前隆庆五年（1571年），隆庆帝下诏说征收赋税不到十分之八的，停发有关官吏的俸禄。到万历四年（1576年）又以十分之九为及格线，仍然下令附带征收所欠的二分，则百姓每岁输税十分以上。官吏害怕考核，必定敲诈勒索百姓。百姓不能负担，只能到处流亡。我认为九分与附带征收二条制度不应同时实行。所谓放宽一分，百姓受陛下一分的恩赐。”吏部讨论后，同意他的建议。不久，浙江巡抚张佳胤又请实行旧法，吏部又同意。萧彦上疏力争，于是下诏还是实行新法。神宗下令调取黄金三千二百两，萧彦请求接纳户部意见，减免一半，神宗不听。

## 家族
曾祖蕭士貴，贈監察御史。祖父蕭瑞，布政司右參議。父蕭儲。母董氏。慈侍下。兄蕭歆，监生；萧豪。弟蕭雍、萧韶、萧颜。

## 延伸阅读
[在维基数据编辑]
 《明史卷二百二十七》，出自《明史》

| 官衔          | 官衔                          | 官衔          |
| ------------- | ----------------------------- | ------------- |
| 前任： 須用賓 | 明朝杭州府推官 1570年－1574年 | 繼任： 胡桂芳 |